# Frédéric Savard
Pour les articles homonymes, voir Savard.
Fred Savard, né le 8 juillet 1971 à Saint-Hyacinthe, est un animateur de radio, auteur et acteur québécois.

## Biographie
Cofondateur du groupe grunge Les Ineffables Titos (1990), Fred Savard coanime avec Christian Vanasse, Daniel Malenfant, Godefroy Laurendeau et Patrice Désilet les Amants d'Esther, une émission à l'humour mordant et aux propos subversifs[source insuffisante], de 1996 à 1999 sur les ondes de CISM-FM.
En 2001, il fonde le groupe d'humour Les Zapartistes en compagnie de Nadine Vincent, Denis Trudel, Christian Vanasse, François Parenteau et François Patenaude. À titre d'auteur et d'humoriste, il participe à la création de tous les spectacles du groupe jusqu'en 2006. 
De 2005 à 2008, il est chef de pupitre pour le bulletin humoristique de l'émission Il va y avoir du sport diffusée à Télé-Québec. En 2010, il se joint à l'équipe du Sportnographe comme chroniqueur, puis devient l'auteur principal de l'émission lors de la saison finale, en 2012. 
Fred Savard est l'un des cocréateurs de l'émission humoristique La Soirée est (encore) jeune diffusée sur Ici Première qu'il coanimera à compter du printemps 2012. Le 19 mai 2018, il annonce son départ en ondes. Il déclare qu'après six saisons, une certaine lassitude et une impression de répétition le mènent à se consacrer à de nouveaux projets. Il se joint alors, à titre de chroniqueur, à l'équipe de Marc Labrèche pour Cette année-là diffusée sur les ondes de Télé-Québec.
Depuis 2018, il produit et anime La balado de Fred Savard, une revue d'actualité humoristique accueillant de nombreux collaborateurs dont, en 2019, la critique de cinéma Hélène Faradji, la chroniqueuse Manal Drissi, l'ex-rédacteur en chef du Voir Simon Jodoin, l’humoriste Colin Boudrias et Godefroy Laurendeau, un ami de longue date de Savard et aussi le petit-fils d’André Laurendeau. 

## Modèle d'affaires
La balado de Fred Savard se présente comme un média "100% indépendant" s'appuyant "sur la communauté de ses auditeurs et ses auditrices". L'essentiel de ses revenus provient de campagnes de sociofinancement et d'abonnements de soutien volontaire.
- La première campagne de financement s'est terminée le 8 février 2019, recueillant 30 307 $ pour un objectif initial de 25 000 $[8].
- La seconde campagne de financement s'est terminée le 24 novembre 2019, recueillant 53 132 $ pour un objectif initial de 50 000 $.[9]
- Salon les informations (non vérifiées) publiées sur le site du média, les campagnes de soutien par abonnement subséquentes ont rapporté 60 819 $ en 2020-2021, 74 080 $ en 2021-2022 et 80 001 $ en 2022-2023.[10]

## Prix
- 2004 : prix Gémeaux du "Meilleur texte : humour, variétés, talk-show" avec les Zapartistes.[11]
- 2016: Olivier de la capsule ou sketch humoristique pour La soirée est encore jeune.[12]
- 2017: prix Gémeaux du "Meilleur texte : humour" pour La soirée est (encore) jeune, « Épisode 27 ».[13]